# Bitwa o Attu
Bitwa o Attu – bitwa stoczona w dniach 11–30 maja 1943 roku pomiędzy siłami Stanów Zjednoczonych, wspomaganymi przez kanadyjskie rozpoznanie lotnicze i myśliwce bombardujące, a wojskami Japonii na wyspie Attu u wybrzeży Alaski, część kampanii aleuckiej podczas wojny na Pacyfiku.
Ponad dwutygodniowe starcie zakończyło się, gdy ostatnia szarża banzai rozbiła się o amerykańskie linie, a większość japońskich obrońców zginęła w brutalnej walce wręcz. Była to jedyna bitwa lądowa II wojny światowej stoczona na terytorium USA i zarazem na kontynencie amerykańskim.

## Tło sytuacyjne
Strategiczne położenie wysp Attu i Kiska u wybrzeży Alaski oznaczało, że ich zdobycie mogło zapewnić kontrolę nad szlakami morskimi na północnym Oceanie Spokojnym. Japońscy planiści wierzyli, że kontrolowanie Aleutów zapobiegnie wszelkim możliwym atakom Amerykanów wyprowadzonym z Alaski. Podobnej oceny tej dokonał wcześniej amerykański generał Billy Mitchell, który powiedział przed Kongresem w 1935 roku: „Wierzę, że w przyszłości ktokolwiek będzie posiadał Alaskę, utrzyma pod kontrolą cały świat. Myślę, że jest to najważniejsze strategicznie miejsce na świecie”.
7 czerwca 1942 roku, sześć miesięcy po przystąpieniu Stanów Zjednoczonych do II wojny światowej, 301. niezależny batalion piechoty Japońskiej Armii Północnej wylądował bez oporu na Attu. Desant nastąpił dzień po inwazji na pobliską wyspę Kiska. Amerykańskie dowództwo obawiało się teraz, że obie wyspy mogą zostać przekształcone w strategiczne japońskie bazy lotnicze, z których mogą być przeprowadzane ataki z powietrza na Alaskę kontynentalną i resztę Zachodniego Wybrzeża.
W filmie Walta Disneya z 1943 roku pt. Victory Through Air Power postulowano natomiast wykorzystanie Wysp Aleuckich jako lądowisko dla amerykańskich bombowców dalekiego zasięgu w celu bombardowania Japonii.

## Bitwa

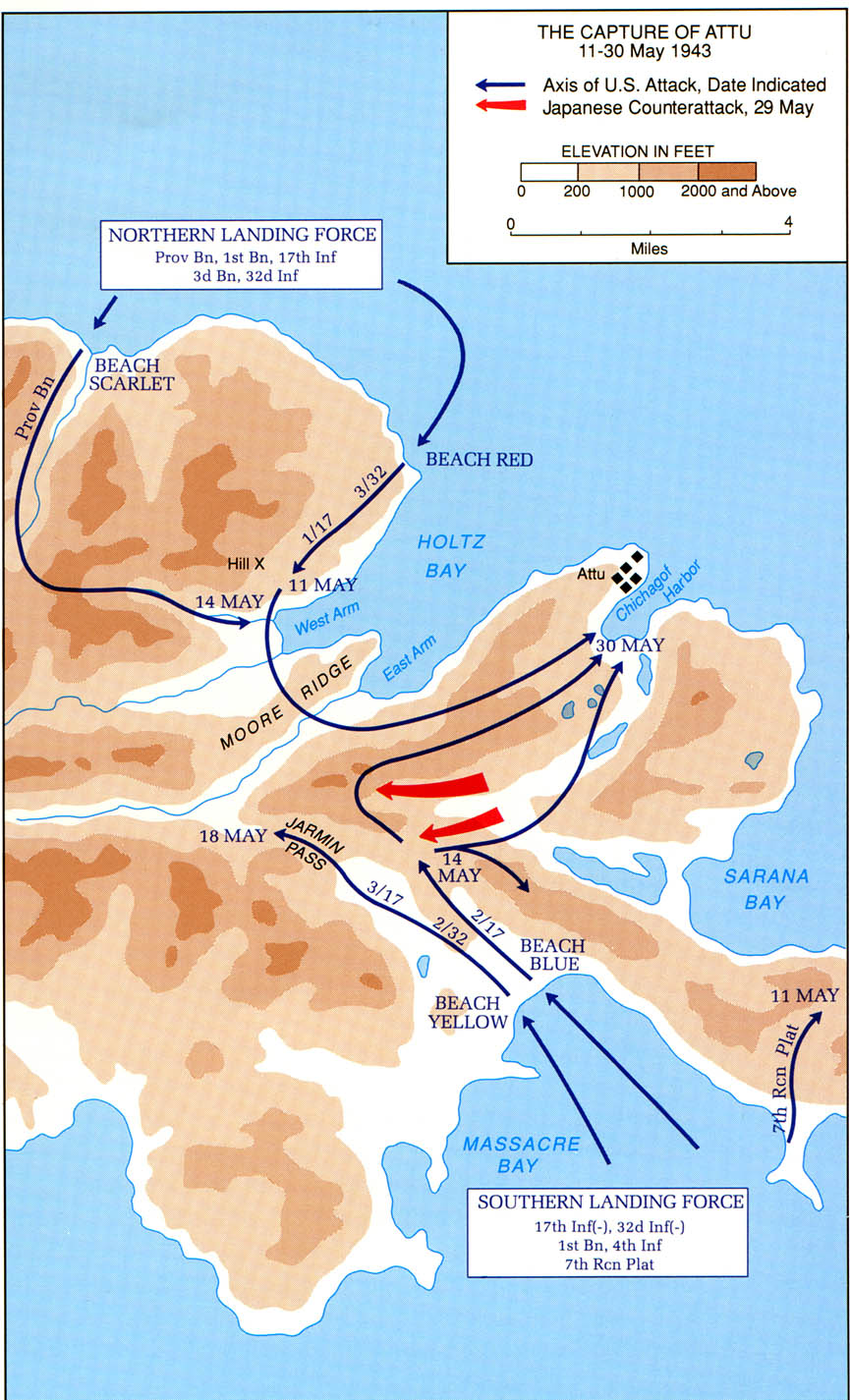
Schemat bitwy o Attu w maju 1943 roku

11 maja 1943 roku elementy 17 Dywizji Piechoty gen. Alberta Browna dokonały desantów na Attu pod kryptonimem operacja Landcrab, aby odebrać wyspę siłom Cesarskiej Armii Japońskiej dowodzonym przez płk. Yasuyo Yamasaki. Pomimo ciężkiego ostrzału pozycji japońskich z morza, lądujące wojska amerykańskie napotkały silne umocnienia, które utrudniały prowadzenie działań bojowych. Arktyczna pogoda i obrażenia związane z odmrożeniem powodowały liczne straty niebojowe w szeregach amerykańskich. Jednak po dwóch tygodniach nieustannej walki Amerykanom udało się zepchnąć japońskich obrońców do kotła wokół Chichagof Harbor.
W dniach 21–22 maja potężna japońska flota zgromadziła się w Zatoce Tokijskiej, przygotowując się do przyjścia z odsieczą i odzyskania pełnej kontroli nad Attu. Flota obejmowała lotniskowce Zuikaku, Shōkaku, Jun'yō oraz Hiyō, pancerniki Musashi, Kongō i Haruna, krążowniki Mogami, Kumano, „Suzuya”, Tone, Chikuma, Agano i „Ōyodo” oraz jedenaście niszczycieli. Jednak Amerykanie odbili Attu, zanim flota zdołała wyjść w morze.
29 maja gen. Yamasaki, bez nadziei na ratunek, wziął pozostałych przy życiu żołnierzy i poszedł z nimi w jedynej szarży banzai, jaką kiedykolwiek przeprowadzono na amerykańskiej ziemi. Niespodziewany atak przełamał pierwszą linię amerykańskiej obrony. Zaskoczeni żołnierze z tylnego szeregu wkrótce dołączyli do chaotycznej walki wręcz z japońskimi żołnierzami. Bitwa trwała, aż prawie wszyscy Japończycy zostali zabici. Samobójcza szarża, w której zginął także gen. Yamasaki, zakończyła bitwę o Attu, chociaż raporty United States Navy wskazują na to, że małe grupy Japończyków walczyły na wyspie do pierwszych dni lipca 1943 roku. W przeciągu 19 dni bitwy zginęło 549 żołnierzy 7 Dywizji Piechoty, a ponad 1200 zostało rannych. Japończycy stracili ponad 2351 zabitych; wzięto tylko 28 jeńców.

## Następstwa
Bitwa o Attu była ostatnim aktem kampanii aleuckiej i jedynym przypadkiem, w którym podczas II wojny światowej na ziemi amerykańskiej doszło do walk lądowych. Japońska Armia Północna potajemnie ewakuowała garnizon z pobliskiej wyspy Kiska, kończąc japońską okupację Wysp Aleuckich 29 lipca 1943 roku.
Utrata Attu i ewakuacja Kiski nastąpiły wkrótce po śmierci adm. Isoroku Yamamoto, który został zabity przez amerykańskie samoloty podczas operacji Vengeance. Porażki na Aleutach spotęgowały demoralizujący wpływ śmierci Yamamoto na japońskie dowództwo. Pomimo strat japońska propaganda próbowała przedstawiać kampanię aleucką jako inspirujący epos.